# Ломакин, Евгений Викторович
Евге́ний Ви́кторович Лома́кин (род. 17 января 1945, Баку) — советский и российский учёный-механик, член-корреспондент РАН.
Специалист в области механики деформируемых сред, механики разрушения и механики композитных материалов.

## Биография
Евгений Викторович Ломакин родился 17 января 1945 года в Баку, в семье служащих. Поступил на механико-математический факультет МГУ в 1963 году и окончил его в 1968 году. Ученик Ю. Н. Работнова. В 1968—1971 гг. учился в аспирантуре мехмата МГУ и успешно окончил её, защитив в 1971 году диссертацию на соискание учёной степени кандидата физико-математических наук (тема — «Запаздывание текучести в углеродистых сталях»), после чего оставлен на кафедре теории пластичности мехмата МГУ в должности ассистента. В 1977—1993 гг. работал там же в должности доцента (звание доцента получил в 1978 году).
В 1988 году защитил докторскую диссертацию (тема — «Деформирование и разрушение сред, характеристики которых зависят от вида напряжённого состояния»). С 1993 года — профессор кафедры теории пластичности, заместитель заведующего кафедрой (учёное звание профессора присвоено в 1995 году). В 1990—1992 гг. по совместительству работал также старшим научным сотрудником Геологического института АН СССР.
С 1999 года является членом Экспертных советов Российского фонда фундаментальных исследований, Минобразования РФ по программе «Университеты России». С 2000 года — член редакционного совета международного журнала «Archive of Applied Mechanics, Springer».
29 мая 2008 года Е. В. Ломакин избран членом-корреспондентом РАН по Отделению энергетики, машиностроения, механики и процессов управления (механика). В том же году он стал заведующим кафедрой теории пластичности мехмата МГУ.
Читает для студентов мехмата курсы «Основы механики сплошной среды», «Механика сплошной среды», «Теория упругости», «Основы механики разрушения», «Механика разрушения».
Заслуженный профессор МГУ (2013). Медаль ордена «За заслуги перед Отечеством» I степени

## Научная деятельность
Научные исследования Е. В. Ломакина относятся к области теории упругости и пластичности сред с изменяющимися свойствами, механики разрушения, механики композитных материалов. Среди важнейших полученных им научных результатов: 
- разработка теории упругого и пластического деформирования микронеоднородных и повреждённых сред (в частности, содержащих трещины, поры, включения и другие особенности структуры), которая позволила описать объёмное расширение таких материалов под действием сжимающих напряжений, выявить взаимосвязи между процессами сдвигового и объёмного деформирования, найти зависимость свойств данных материалов от характера внешних воздействий;
- разработка новых постановок краевых задач для тел с наличием взаимосвязи между процессами сдвигового и объёмного деформирования и  получение новых решений ряда практических задач механики разрушения;
- изучение основных закономерностей и особенностей деформирования и разрушения графитов, композитов углерод — углерод, теплозащитных материалов, ряда сплавов и горных пород, что позволило сформировать новое направление — механику сред со свойствами, зависящими от вида напряжённого состояния;
- разработка теории пластического течения дилатирующих сред с выявлением для данных сред основных особенностей пластического разрыхления и условий предельного состояния.

Е. В. Ломакиным были предложены определяющие соотношения для пластически разрыхляющихся материалов. Он провёл ряд исследований по определению зависимости сопротивления материалов от скорости их деформирования.

## Публикации

### Отдельные издания
- Керштейн И. М., Клюшников В. Д., Ломакин Е. В., Шестериков С. А. . Основы экспериментальной механики разрушения. — М.: Изд-во Моск. ун-та, 1989. — 138 с. — ISBN 5-211-00318-7.

### Некоторые статьи
- Ломакин Е. В., Работнов Ю. Н.  Соотношения теории упругости для изотропного разномодульного тела // Изв. АН СССР. Механика твёрдого тела. — 1978. — № 6. — С. 29—34.
- Ломакин Е. В.  Нелинейная деформация материалов, сопротивление которых зависит от вида напряжённого состояния // Изв. АН СССР. Механика твёрдого тела. — 1980. — № 4. — С. 92—99.
- Ломакин Е. В.  Определяющие соотношения деформационной теории для дилатирующих сред // Изв. АН СССР. Механика твёрдого тела. — 1991. — № 6. — С. 66—75.
- Ломакин Е. В.  Пластическое течение дилатирующей среды в условиях плоской деформации // Изв. РАН. Механика твёрдого тела. — 2000. — № 6. — С. 58—68.
- Ломакин Е. В., Белякова Т. А.  Упругопластическое деформирование дилатирующей среды вблизи вершины трещины в условиях плоского напряжённого состояния // Изв. РАН. Механика твёрдого тела. — 2004. — № 1. — С. 109—118.
- Ломакин Е. В., Федулов Б. Н.  Пластическое деформирование полос из материала с зависящими от вида напряжённого состояния свойствами // Вестник Самарского гос. ун-та. — 2007. — № 4 (54). — С. 263—279.
- Ломакин Е. В.  Механика сред с зависящими от вида напряжённого состояния свойствами // Физическая мезомеханика. — 2007. — Т. 10, № 5. — С. 41—52.
- Ломакин Е. В., Белякова Т. А., Зезин Ю. П.  Нелинейное вязкоупругое поведение наполненных эластомерных материалов // Известия Сарат. ун-та. Нов. сер. Сер. Математика. Механика. Информатика. — 2008. — Т. 8, вып. 3. — С. 56—65.
- Ломакин Е. В.  Кручение цилиндрических тел с изменяющимися деформационными свойствами // Изв. РАН. Механика твёрдого тела. — 2008. — № 8. — С. 217—226.
- Ломакин Е. В., Мельников А. М.  Пластическое плоское напряжённое состояние тел, свойства которых зависят от вида напряжённого состояния // Вычислительная механика сплошных сред. — 2009. — Т. 2, № 2. — С. 48—64.
- Бессонов Д. Е., Зезин Ю. П., Ломакин Е. В.  Разносопротивляемость зернистых композитов на основе ненасыщенных полиэфиров // Известия Сарат. ун-та. Нов. сер. Сер. Математика. Механика. Информатика. — 2009. — Т. 4, вып. 2. — С. 9—13.
- Ломакин Е. В., Федулов Б. Н.  Теория пластичности и предельного равновесия тел, чувствительных к виду напряжённого состояния // Вестник Нижегород. ун-та им. Н. И. Лобачевского. — 2011. — № 4. — С. 1585—1587.
- Вильдеман В. Э., Ломакин Е. В., Третьяков М. П.  Закритическое деформирование сталей при плоском напряжённом состоянии // Изв. РАН. Механика твёрдого тела. — 2014. — № 1. — С. 26—36.
- Зезин Ю. П., Ломакин Е. В.  Экспериментальное исследование вязкоупругих свойств усиленных наночастицами эластомеров // Изв. РАН. Механика твёрдого тела. — 2015. — № 4. — С. 6—19.
- Зезин Ю. П., Ломакин Е. В. . Нелинейная релаксация напряжений в наполненных эластомерах при растяжении и сжатии // Упругость и неупругость / Под ред. Г. Л. Бровко, Р. А. Васина, Д. В. Георгиевского. — М.: Изд-во Моск. ун-та, 2016. — 444 с. — ISBN 978-5-19-011120-0. — С. 319—322.